# Inverness Town House

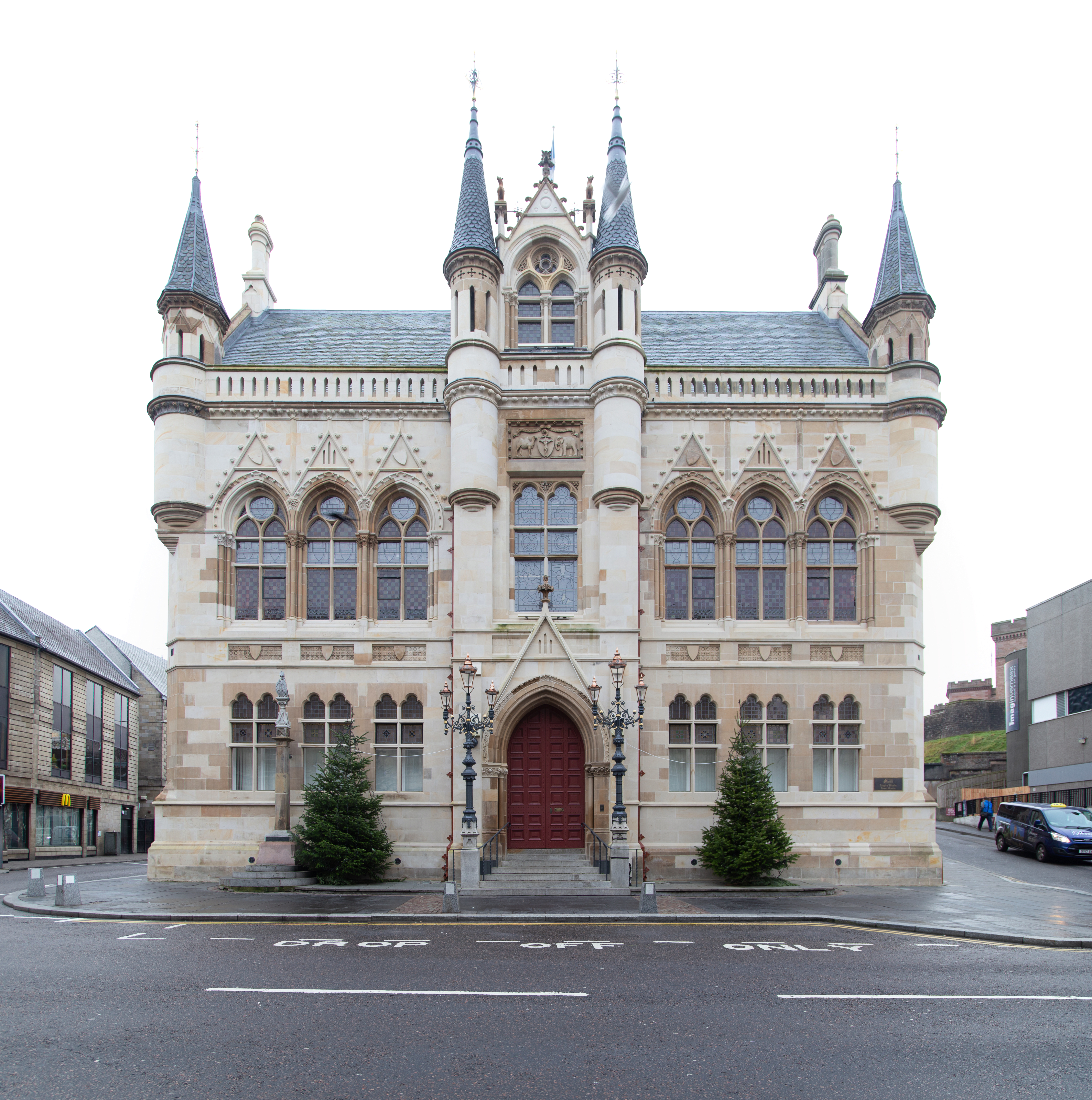
Inverness Town House

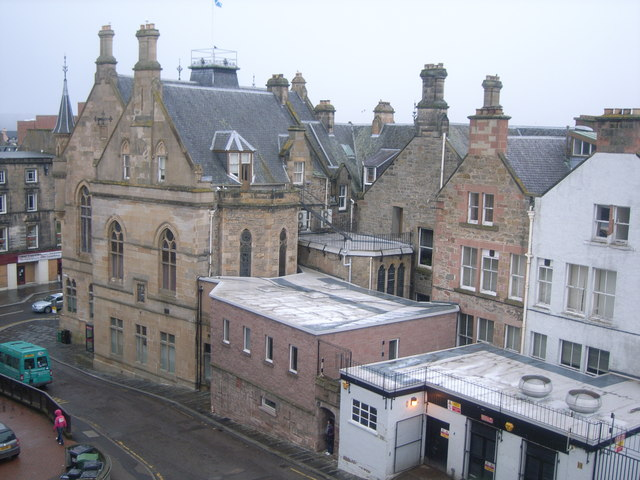
Rückwärtige Ansicht

Beim Inverness Town House handelt es sich um das Rathaus der schottischen Stadt Inverness in der Council Area Highland. Das Gebäude wurde 1972 in die schottischen Denkmallisten in der höchsten Denkmalkategorie A aufgenommen.

## Geschichte
Duncan Grant of Bught hinterließ der Stadt Inverness 6000 £ zur Errichtung eines neuen Rathauses. Es wurde ein Wettbewerb zum Bau ausgeschrieben, durch welchen das zu diesem Zeitpunkt genutzte Gebäude aus dem Jahre 1708 am selben Standort ersetzt werden sollte. Als Gewinner ging 1876 der Entwurf des Büros Matthews & Lawrie aus der Ausschreibung hervor. Die Bauarbeiten dauerten von 1878 bis 1882. Die Ratskammer wurde bereits 1894 nach einem Entwurf John Hinton Galls erweitert und aufgewertet. 1904 sollte das Rathaus an der Südseite erweitert werden, wozu abermals ein Wettbewerb ausgeschrieben wurde. Der planende Architekt James Robert Rhind fügte seinen Anbau stilgetreu in die Struktur ein.

## Beschreibung
Das Inverness Town House steht an der High Street im historischen Stadtzentrum von Inverness nahe rechten Ness-Ufer. In direkter Umgebung befinden sich Inverness Castle, der Inverness Town Steeple, die Inverness Museum and Art Gallery sowie das Geschäftsgebäude 9–11 High Street. Direkt vor der nordwestexponierten Hauptfassade ist das Marktkreuz von Inverness aufgestellt.
Das zweigeschossige Gebäude ist im Baronial-Stil mit Anleihen flämischer Architektur ausgestaltet. Sein Mauerwerk ist aus Sandsteinquadern aufgemauert. Das spitzbogige Hauptportal befindet sich mittig an der sieben Achsen weiten Hauptfassade entlang der High Street. Es ist mit profiliertem Gewände und Wimperg gestaltet. Im Erdgeschoss sind die Fenster als schlichte Nonnenköpfe ausgeführt. Darüber sind quadratische Wappenplatten eingesetzt. Die Nonnenköpfe des Obergeschosses sind elaborierter ornamentiert und von Wimpergen bekrönt. Am Mittelrisalit kragen schlanke Tourellen aus. Ihre schiefergedeckten Kegeldächer sind im Fischschuppenmuster gedeckt. Ebenso sind die Ecktourellen mit oktogonalen Helmen eingedeckt. Im Westgiebel ist eine Platte eingelassen, welche das Wappen des Burghs im Jahre 1686 zeigt. Eine Platte im Ostgiebel zeigt hingegen das Wappen des Stuart-Königs Karl II. Sie wurde von der alten Brücke von Inverness an diesen Ort versetzt.